# Verbandsgemeinde Aar-Einrich
Die Verbandsgemeinde Aar-Einrich ist eine Gebietskörperschaft im Rhein-Lahn-Kreis in Rheinland-Pfalz. Sie entstand zum 1. Juli 2019 aus dem freiwilligen Zusammenschluss der Verbandsgemeinden Hahnstätten und Katzenelnbogen. Ihr gehören die Stadt Katzenelnbogen sowie 30 weitere Ortsgemeinden an, der Verwaltungssitz ist in Katzenelnbogen.
Die Aar ist ein etwa 50 km langer linker Nebenfluss der Lahn und der Einrich ist eine Landschaft und Nordwestteil des Taunus.

## Verbandsangehörige Gemeinden
| Ortsgemeinde, Stadt          | Fläche (km²) | Einwohner |
| ---------------------------- | ------------ | --------- |
| Allendorf                    | 3,03         | 590       |
| Berghausen                   | 4,37         | 298       |
| Berndroth                    | 6,22         | 416       |
| Biebrich                     | 3,45         | 336       |
| Bremberg                     | 6,07         | 268       |
| Burgschwalbach               | 9,21         | 1.047     |
| Dörsdorf                     | 4,87         | 431       |
| Ebertshausen                 | 2,57         | 130       |
| Eisighofen                   | 5,42         | 284       |
| Ergeshausen                  | 2,26         | 137       |
| Flacht                       | 4,45         | 998       |
| Gutenacker                   | 3,83         | 372       |
| Hahnstätten                  | 10,70        | 3.033     |
| Herold                       | 4,09         | 408       |
| Kaltenholzhausen             | 6,06         | 564       |
| Katzenelnbogen, Stadt        | 9,20         | 2.315     |
| Klingelbach                  | 5,14         | 772       |
| Kördorf                      | 7,81         | 567       |
| Lohrheim                     | 4,13         | 592       |
| Mittelfischbach              | 1,84         | 148       |
| Mudershausen                 | 4,72         | 438       |
| Netzbach                     | 3,40         | 351       |
| Niederneisen                 | 7,95         | 1.467     |
| Niedertiefenbach             | 4,08         | 185       |
| Oberfischbach                | 5,04         | 147       |
| Oberneisen                   | 4,54         | 719       |
| Reckenroth                   | 3,59         | 245       |
| Rettert                      | 5,80         | 469       |
| Roth                         | 3,40         | 201       |
| Schiesheim                   | 1,43         | 268       |
| Schönborn                    | 11,71        | 703       |
| Verbandsgemeinde Aar-Einrich | 160,14       | 18.899    |

(Einwohner am 31. Dezember 2023)

## Geschichte
Am 28. September 2010 wurde das „Erste Gesetz zur Kommunal- und Verwaltungsreform“ erlassen mit dem Ziel, Leistungsfähigkeit, Wettbewerbsfähigkeit und Verwaltungskraft der kommunalen Strukturen zu verbessern. Für Verbandsgemeinden wurde festgelegt, dass diese mindestens 12.000 Einwohner (Hauptwohnung am 30. Juni 2009) umfassen sollen. Beide Verbandsgemeinden unterschritten diesen Wert deutlich.
Freiwilligkeit des Zusammenschlusses
In einer gemeinsamen Sitzung der Verbandsgemeinderäte Hahnstätten und Katzenelnbogen erklärte Volker Satony, der damalige Bürgermeister der Verbandsgemeinde Hahnstätten: „Da aus Sicht der Landesregierung bei den Verbandsgemeinden Hahnstätten, Katzenelnbogen und Nassau ein Gebietsänderungsbedarf besteht, mussten und müssen wir uns mit einer freiwilligen Fusion mit der Verbandsgemeinde Katzenelnbogen beschäftigen, da ansonsten das Land angedroht hat, die Verbandsgemeinden Hahnstätten, Katzenelnbogen und Nassau zu einer Verbandsgemeinde zusammenzulegen. Da letzteres gemäß dem den Fusionen zugrunde liegenden Gutachten von Prof. Junkernheinrich die schlechteste Variante für die VG Hahnstätten wäre, wurde in Abstimmungsgesprächen zwischen der Verbandsgemeinde Hahnstätten und den Ortsgemeinden im Aartal vereinbart, dass man die freiwillige Fusion mit Katzenelnbogen bevorzugt.“
Am 24. Januar 2018 stimmte der Landtag dem Gesetzentwurf zur Fusion der Verbandsgemeinden Hahnstätten und Katzenelnbogen zu.

## Bevölkerungsentwicklung
Die Entwicklung der Einwohnerzahl bezogen auf das Gebiet der heutigen Verbandsgemeinde Aar-Einrich; die Werte von 1871 bis 1987 beruhen auf Volkszählungen:
| Jahr | Einwohner |
| ---- | --------- |
| 1815 | 8.206     |
| 1835 | 10.808    |
| 1871 | 12.187    |
| 1905 | 12.543    |
| 1939 | 12.463    |
| 1950 | 14.865    |
| 1961 | 14.782    |

| Jahr | Einwohner |
| ---- | --------- |
| 1970 | 15.787    |
| 1987 | 16.257    |
| 1997 | 18.604    |
| 2005 | 19.507    |
| 2018 | 18.503    |
| 2020 | 18.478    |
| 2022 | 18.717    |

## Verbandsgemeinderat
Der Verbandsgemeinderat Aar-Einrich besteht aus 32 ehrenamtlichen Ratsmitgliedern, die bei der Kommunalwahl am 9. Juni 2024 in einer personalisierten Verhältniswahl gewählt wurden, und dem hauptamtlichen Bürgermeister als Vorsitzendem.
Die Sitzverteilung im Verbandsgemeinderat: 
| Wahl | SPD | CDU | Grüne | FDP | Linke | FWG | Jung | Gesamt   |
| ---- | --- | --- | ----- | --- | ----- | --- | ---- | -------- |
| 2024 | 8   | 9   | 3     | –   | –     | 12  | –    | 32 Sitze |
| 2019 | 9   | 7   | 5     | 1   | 1     | 7   | 2    | 32 Sitze |

- FWG = Freie Wähler Gruppe Aar-Einrich e. V.
- Jung = JungeListe Aar-Einrich

## Bürgermeister
Lars Denninghoff (SPD) wurde am 1. Oktober 2022 Bürgermeister der Verbandsgemeinde Aar-Einrich. Bei der  Direktwahl am 13. März 2022 war er mit einem Stimmenanteil von 57,82 % gewählt worden.
Denninghoffs Vorgänger Harald Gemmer (parteilos), seit 1997 Bürgermeister der in die neue Verbandsgemeinde aufgehende VG Katzenelnbogen, war bei der Stichwahl am 16. Juni 2019 mit einem Stimmenanteil von 62,60 % zum ersten Bürgermeister der neuen Verbandsgemeinde gewählt worden, nachdem bei der Direktwahl am 26. Mai 2019 keiner der ursprünglich vier Bewerber eine ausreichende Mehrheit erreichen konnte.
Für eine achtjährige Amtsperiode gewählt, teilte Gemmer am 16. November 2021 mit, zum 1. Oktober 2022 aus gesundheitlichen Gründen sein Amt vorzeitig niederlegen und in den Ruhestand treten zu wollen. Deshalb wurde eine Neuwahl erforderlich.